# William Hoge
William Hoge (* 1762 bei Hogestown, Cumberland County, Province of Pennsylvania; † 25. September 1814 in Washington, Pennsylvania) war ein US-amerikanischer Politiker. Zwischen 1801 und 1809 vertrat er zwei Mal den Bundesstaat Pennsylvania im US-Repräsentantenhaus.

## Werdegang
William Hoge war der jüngere Bruder des Kongressabgeordneten John Hoge (1760–1824). Er erhielt nur eine eingeschränkte Schulausbildung. Im Jahr 1782 zog er mit seinem Bruder in den westlichen Teil des Staates Pennsylvania, wo sie die Stadt Washington gründeten. Später schlug William Hoge als Mitglied der von Thomas Jefferson gegründeten Demokratisch-Republikanischen Partei eine politische Laufbahn ein. In den Jahren 1796 und 1797 saß er als Abgeordneter im Repräsentantenhaus von Pennsylvania.
Bei den Kongresswahlen des Jahres 1800 wurde Hoge im zwölften Wahlbezirk von Pennsylvania in das US-Repräsentantenhaus in Washington, D.C. gewählt, wo er am 4. März 1801 die Nachfolge von Albert Gallatin antrat. Nach einer Wiederwahl im zehnten Distrikt seines Staates konnte er bis zu seinem Rücktritt am 15. Oktober 1804 im Kongress verbleiben. Während dieser Zeit wurde im Jahr 1803 durch den von Präsident Jefferson getätigten Louisiana Purchase das Staatsgebiet der Vereinigten Staaten beträchtlich erweitert. Im Jahr 1804 wurde der zwölfte Verfassungszusatz ratifiziert.
Bei den Wahlen des Jahres 1806 wurde Hoge erneut im zehnten Bezirk von Pennsylvania in den Kongress gewählt, wo er am 4. März 1807 John Hamilton ablöste. Bis zum 3. März 1809 konnte er damit eine weitere Legislaturperiode im US-Repräsentantenhaus verbringen. Nach dem Ende seiner Zeit im Kongress zog sich William Hoge in den Ruhestand zurück, den er auf seiner Farm nahe Washington (Pennsylvania) verbrachte. Dort ist er am 25. September 1814 auch verstorben.